# Wolfgang Biedron
Wolfgang Biedron (* 11. Juni 1951 in Hohenfels, Bayern) ist ein ehemaliger schwedischer Judoka. 1977 gewann er eine Bronzemedaille bei den Europameisterschaften.

## Sportliche Karriere
Wolfgang Biedron wuchs in der DDR auf, seine sportliche Karriere begann in Schweden. 1973 gewann er ein internationales Turnier in Kerkrade. Bei den Europameisterschaften 1977 in Ludwigshafen siegte im Halbleichtgewicht der Franzose Yves Delvingt vor dem Ungarn Ferenc Szabó, dahinter erhielten Torsten Reißmann aus der DDR und Wolfgang Biedron die Bronzemedaillen. Zwei Jahre später unterlag Biedron im Viertelfinale der Europameisterschaften 1979 in Brüssel gegen Nikolai Soloduchin aus der Sowjetunion. Bei den Weltmeisterschaften 1979 in Paris unterlag er frühzeitig gegen Yves Delvingt und belegte letztlich den siebten Platz. Im Jahr darauf bezwang er bei den Olympischen Spielen in Moskau im Achtelfinale den Brasilianer Luis Onmura. Im Viertelfinale unterlag er dem Mongolen Tsendiin Damdin, nach seiner Niederlage gegen Yves Delvingt belegte Biedron den siebten Platz.
Der 1,70 m große Wolfgang Biedron ist mit der Judoka Eva Wikström verheiratet.